# سید مرتضی وثوق
سید مرتضی خان وثوق معروف به عمادی از سیاستمداران ایرانی بود، که در دوره‌های هفتم و  دهم  بعنوان نماینده قزوین در مجلس شورای ملی حضور داشت.